# Фазил Мустафа-паша Ћуприлић
Фазил Мустафа-паша Ћуприлић (Велес, 1637 — Сланкамен, 1691) је био велики везир Османског царства под Сулејманом II и Ахмедом II, између 1689. и 1691. године.

## Биографија
Припадао је породици Ћуприлић. Један је од великих везира "ере Ћуприлића". Рођен је 1637. године у данашњем Велесу у Македонији. Отац му је био Мехмед-паша Ћуприлић (1656—1661), а старији брат Фазил Ахмед-паша Ћуприлић (1661—1676). На власт је дошао током рата Османског царства са Светом лигом (Аустрија, Млетачка република, Пољска, Русија) познатом као Велики бечки рат. На великовезирски престо је позван у тешком тренутку, када је турска војска сузбијена у Мађарској и Пољској, а њена флота на Медитерану. Наследио је Бекри Мустафа-пашу. Завео је строге реформе у погледу финансија. Увео је нови порез за ратне трошкове. Као везир, био је широко поштован. Усвојио је низам-и-џедид и прописе који су побољшали живот хришћанске раје. Успео је да поврати Ниш, Београд и Смедерево које су хришћани освојили у претходним годинама. Погинуо је у бици код Сланкамена 1691[[.]] године против Лудвига Вилхелма Баденског. 